# Laibach Remixes
Laibach Remixes är det amerikanska death metal-bandet Morbid Angels första EP, som gavs ut den 23 maj 1994 av Earache Records.
Albumet innehåller två låtar från fullängdsalbumet Covenant, båda finns i originalversion och remixversion som er remixad med hjälp av den slovenska musikgruppen Laibach. Albumet släpptes som CD och 12" vinyl och i två olika pressningar beroende på omslagsdesignen.

## Låtförteckning
1. "God of Emptiness" – 5:28
2. "Sworn to the Black" – 4:03
3. "Sworn to the Black" (remix) –  04:16
4. "God of Emptiness" (remix) – 5:37

## Medverkande
Musiker (Morbid Angel-medlemmar)
- Trey Azagthoth – gitarr, keyboard
- Pete Sandoval – trummor
- David Vincent – basgitarr, sång

Produktion
- 300.000 V.K (Dejan Knez) – producent (spår 3, 4)
- Janez Križaj – remix (spår 3, 4)
- Laibach – remix (spår 3, 4)